# Frauenmuseum Kongsvinger

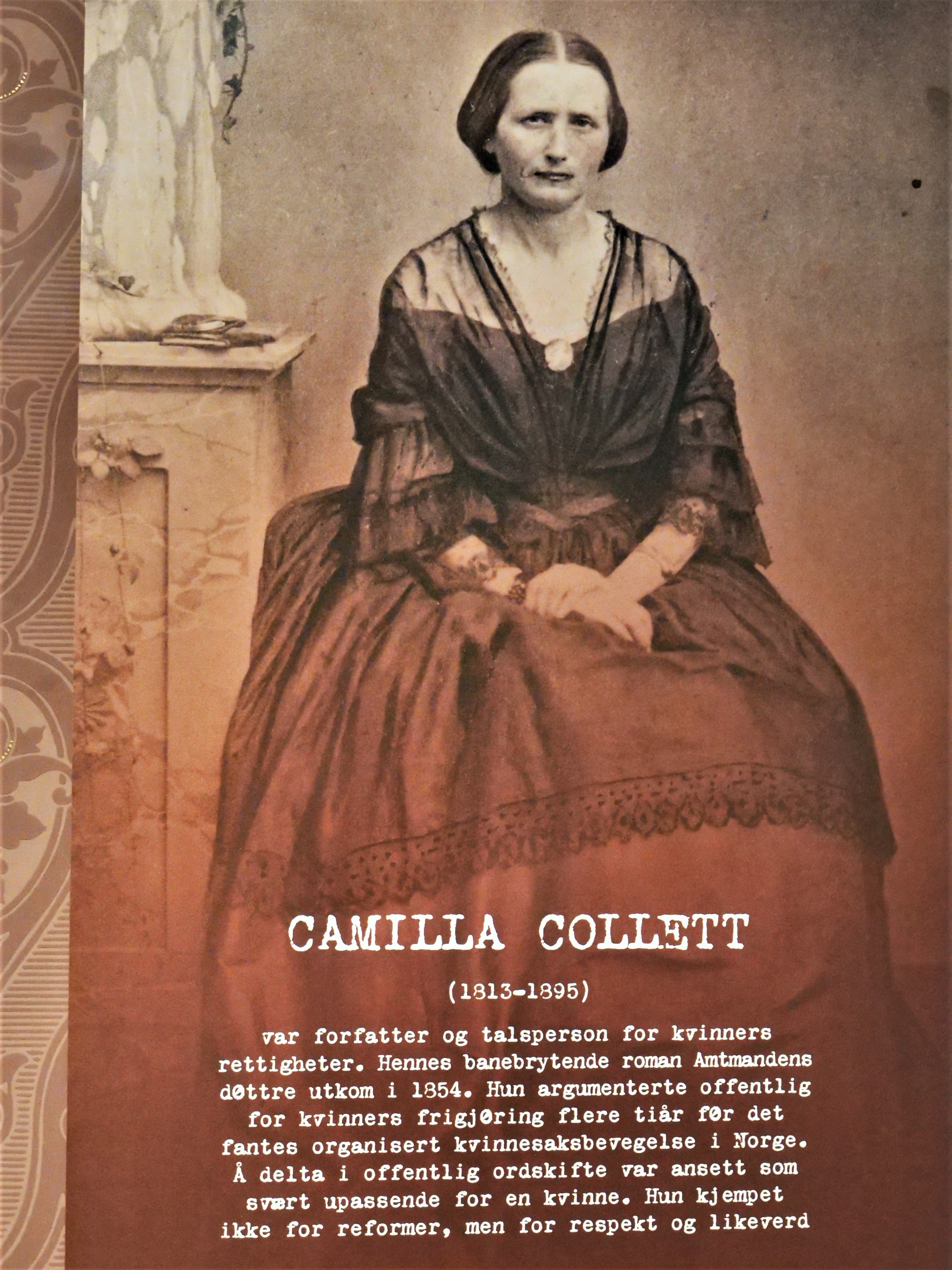
Camilla Collett, Vorkämpferin der Frauenemanzipation in Norwegen

Das Nationale Frauenmuseum von Norwegen (Kvinnemuseet) befindet sich in der norwegischen Stadt Kongsvinger. Es dokumentiert die Geschichte der Emanzipation und die Werke ihrer Protagonistinnen. Die Vision ist, die Inspiration für eine bessere Gesellschaft sowohl für Frauen als auch für Männer zu schaffen. Das Museum gehört zu den Museen in Glåmdal und ist Teil des Hedmark Museums.
Das Museum ist in einem der denkmalgeschützten Holzhäuser der Oberstadt untergebracht und liegt somit in der Nähe der Festung Kongsvinger. Es war seit 1857 Dagny Juels Elternhaus.
Die saisonabhängigen Öffnungszeiten des Museums sind der Homepage zu entnehmen. Gruppenbesichtigungen können gesondert vereinbart werden. Teil des Museums ist eine Bibliothek mit frauenspezifischer Literatur.

## Museumsausstellungen

### Dauerausstellungen
- I all offentlighet. Historier um kvinners kamp for en plass i norsk offentlighet. (In aller Öffentlichkeit. Geschichten vom Kampf der Frauen um einen Platz in der norwegischen Öffentlichkeit – mit vier Filmportraits)
- Din Dagny. Om forfatteren, musikeren, bohemen – og mennesket, Dagny Juel. (Deine Dagny. Über die Verfasserin, Musikerin, Bohemienne – und über den Menschen Dagny Juel)
- Lek for livet. Om barndom, lek og kjønn. (Spiel fürs Leben. Über Kindheit, Spiel und Geschlecht)

### Zurückliegende Ausstellungen
- Sommerausstellung 2018: Between the Lines. Norske bildkunstneres svar på #MeToo. (Zwischen den Zeilen. Die Antwort der norwegischen bildenden Kunst auf #MeToo.)
- Kvinnesak - er det noen sak? („Frauensache - Ist das eine Sache?“ bzw. „Frauenbewegung - Ist das eine Bewegung?“) – ab 2009
- Bare en lek... Om jenter, gutter og leketøy. (Nur ein Spiel... über Mädchen, Jungen  und Spielzeug)
- Damen i Berlin. Dagny Juel (Die Dame in Berlin - Dagny Juel)
- Historien om Rolighed (Die Geschichte des Hauses Rolighed)

### In Entwicklung
- Hysj! Fortellinger om abort og seksualitet. (Pst! Geschichten über Schwangerschaftsabbrüche und Sexualität)

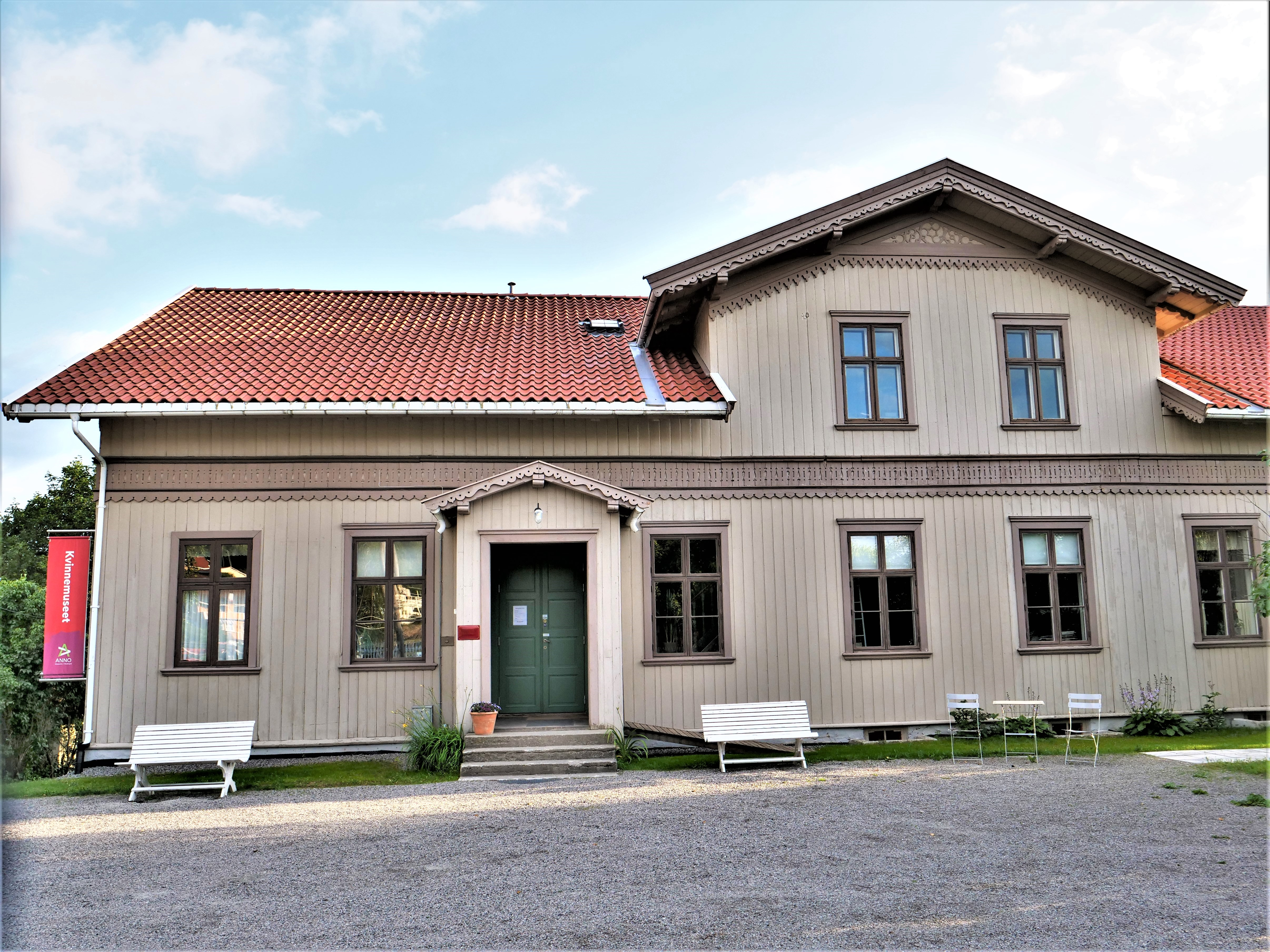
Straßenseitige Ansicht des Frauenmuseums
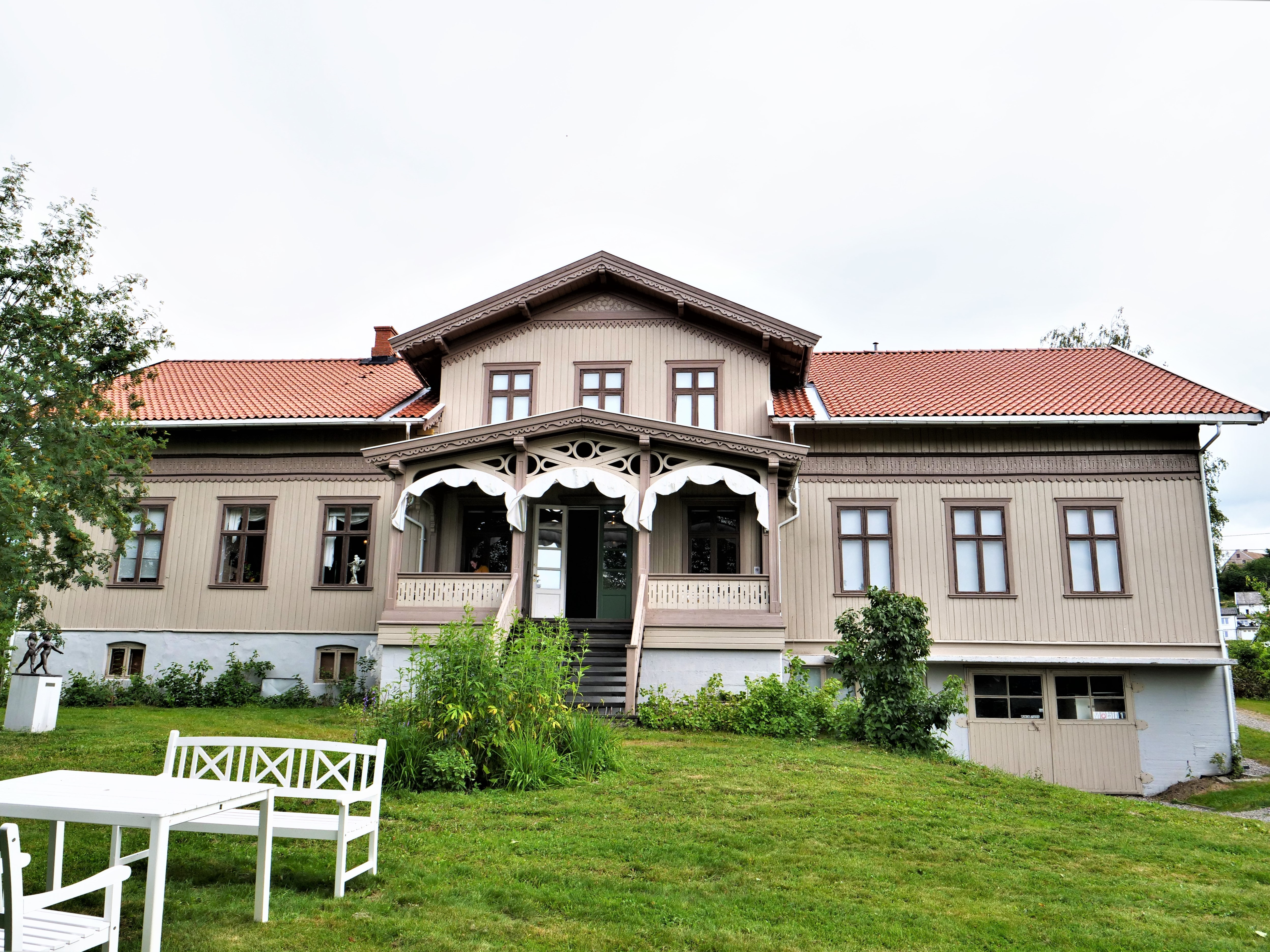
Gartenseitige Gebäudeansicht 2019
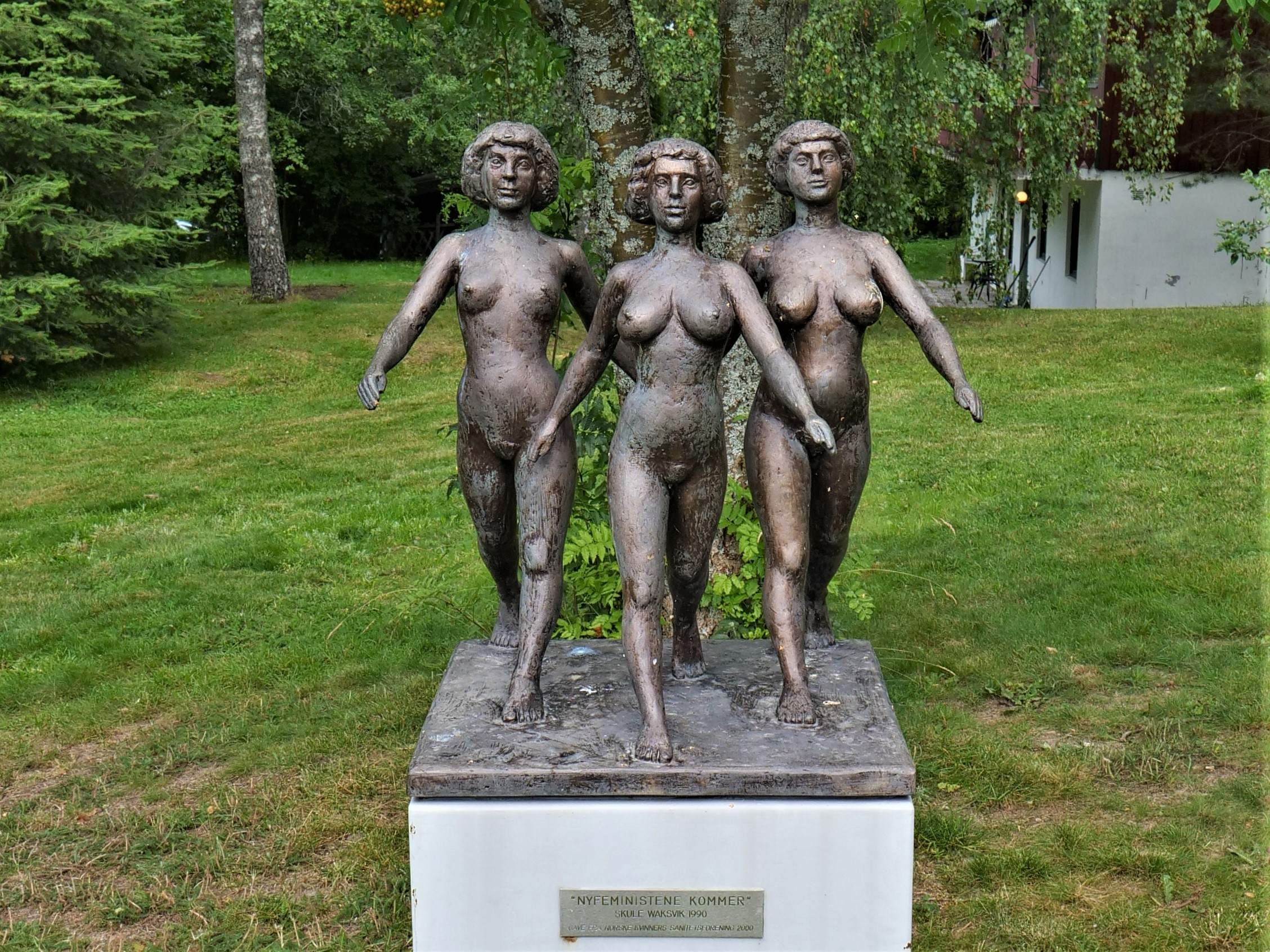
Skulpturengruppe „neue Feministinnen“
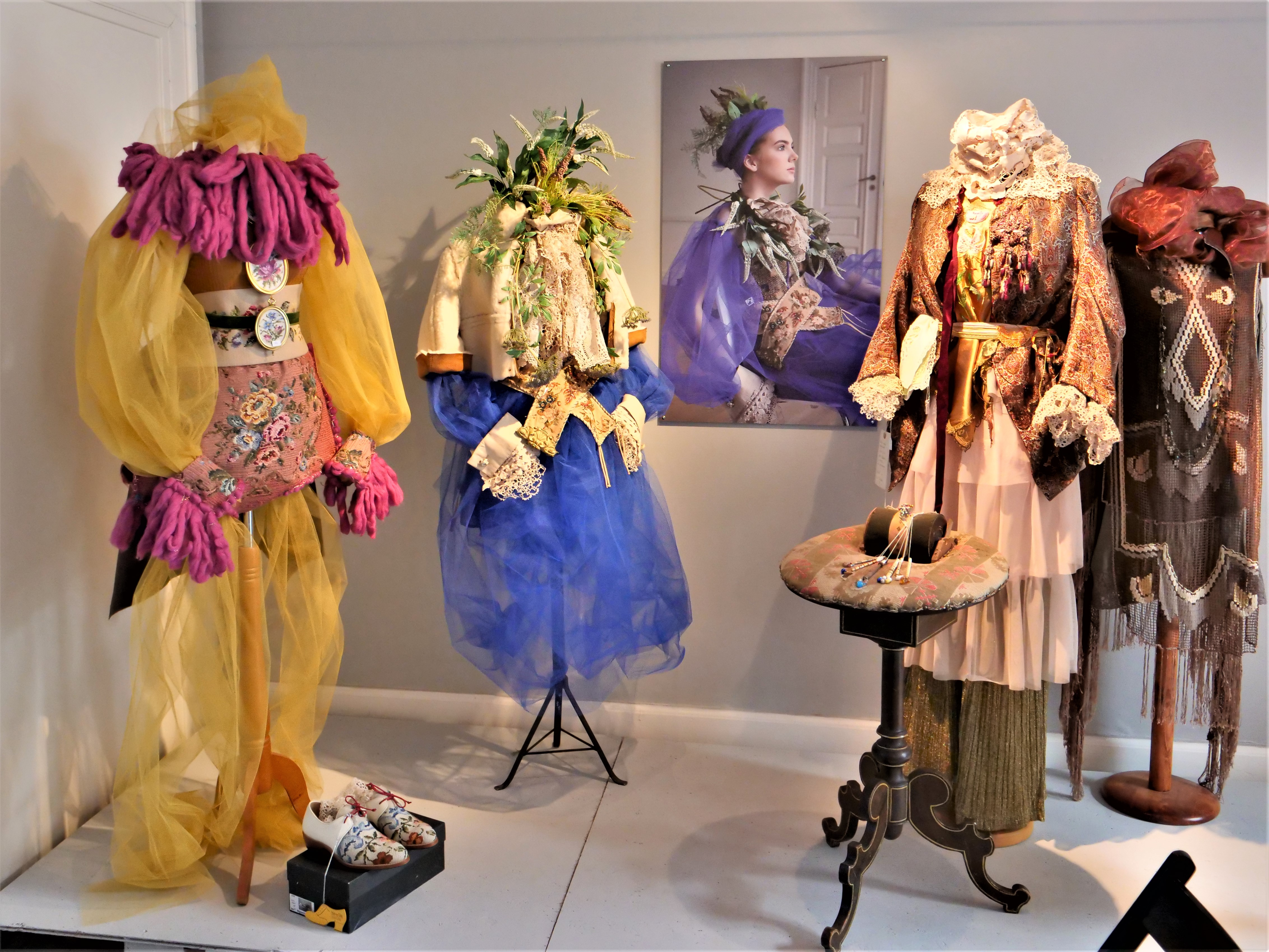
Sommerausstellung 2019 (K. E. Halkjelsvik)
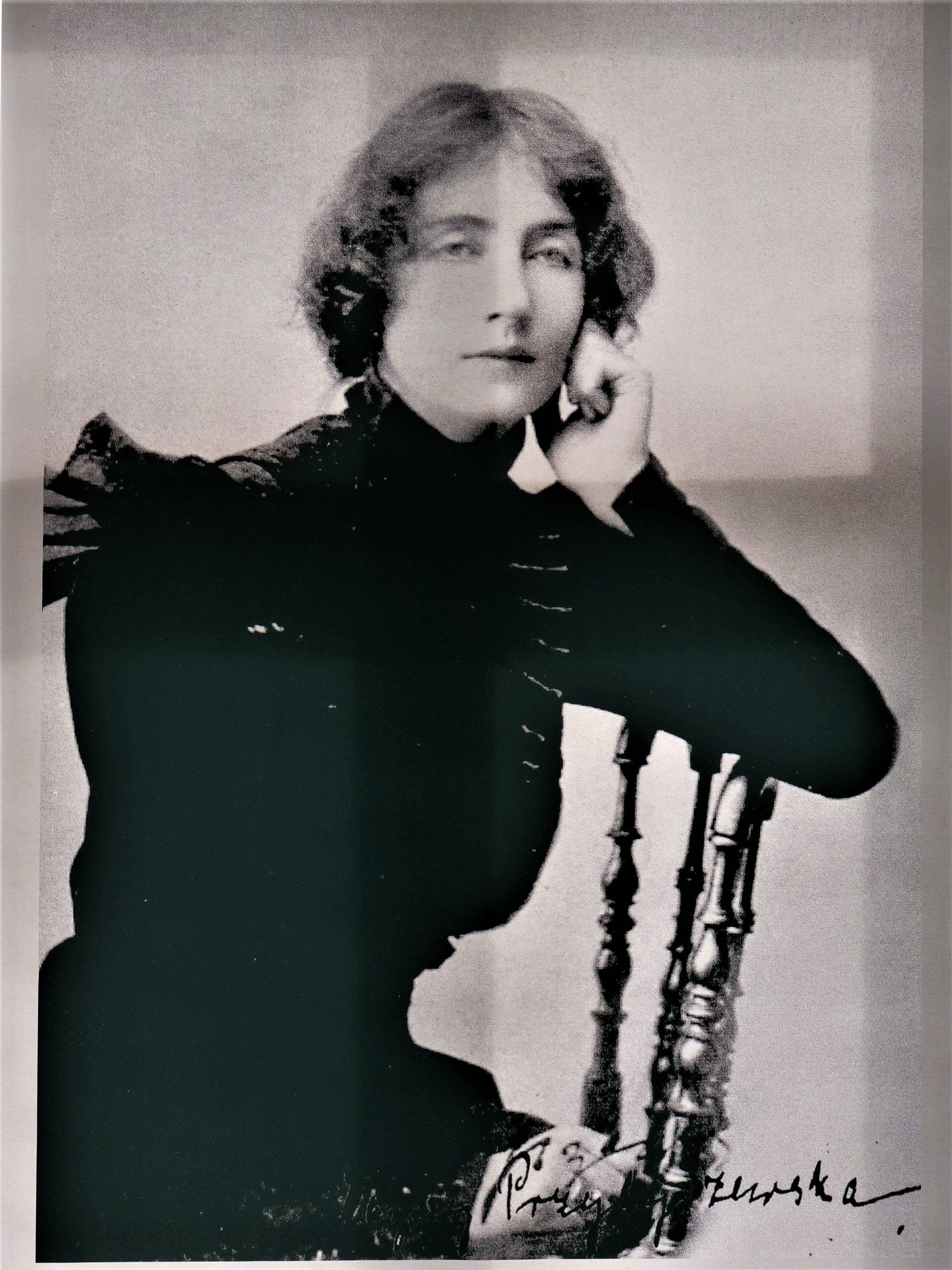
Dagny Juel (museale Lichtbild-Reproduktion)